# K.u.k. Ulanenregiment „von Böhm-Ermolli“ Nr. 13

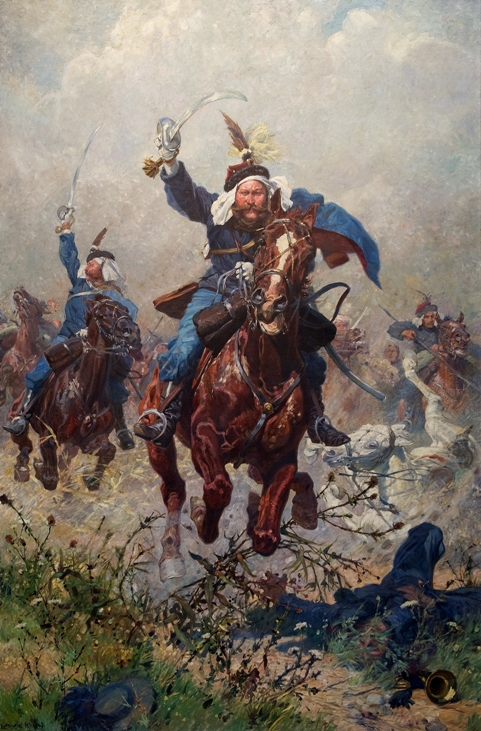
Rodakowski in der Schlacht bei Custozza. (Gemälde von Ludwig Koch, 1908. Öl auf Leinwand, Heeresgeschichtliches Museum Wien)

Das Galizische Ulanenregiment „von Böhm-Ermolli“ Nr. 13 war ein Kavallerieverband der Gemeinsamen Armee innerhalb der Österreichisch-Ungarischen Landstreitkräfte.
Ursprünglich trug das Regiment den Namen seines ersten Inhabers „Graf Trani, Prinz beider Sizilien“ (ab 1860). Seine Angehörigen wurden daher auch kurz Trani-Ulanen genannt, eine umgangssprachliche Bezeichnung, die sich aufgrund der herausragenden Leistungen im Kriegsjahr 1866 auch späterhin trotz offiziell anderer Namensführung hielt. Ab 1898 bis 1909 hieß es „k.u.k. Ulanenregiment Graf Paar Nr. 13“, ab 1913 „k.u.k. Ulanenregiment Böhm-Ermolli Nr. 13“.
Im Jahre 1915 wurden die Ehrennamen der Regimenter ersatzlos gestrichen. Der Verband hieß von da an nur noch „Ulanenregiment Nr. 13“. Dies ließ sich jedoch im allgemeinen Sprachgebrauch nicht durchsetzen, einerseits weil sich niemand daran hielt, andererseits hatte die sparsame k.u.k. Militäradministratur verfügt, zuerst alle vorhandenen Stempel und Formulare aufzubrauchen. (Gem. „Verlautbarung der Quartiermeisterabteilung“ des Heeresgruppenkommando FM. Erzherzog Eugen / Q.Op. Nr. 665/15. Ausgegeben vom Feldpostamt 512)

## Formationsgeschichte
Mit Allerhöchstem Befehlsschreiben vom 17. Januar 1860 wurde aus den 4. Divisionen der Ulanenregimenter Nr. 1, 2, 8 und 10 das „Freiwilligen-Ulanen-Regiment“ in Stockerau aufgestellt. Die vier Divisionen rückten aus ihren Stationen in Wesseley (Nr. 1), Gyöngyös (Nr. 2), Raab (Nr. 8) und Sárospatak (Nr. 10) ab und erreichten Anfang März ihre Garnison in Stockerau.
- 1862 umbenannt in Ulanenregiment Nr. 13
- 1898 umbenannt in Galizisches Ulanenregiment Feldmarschalleutnant „Alois Graf Paar“ Nr. 13
- 1913 umbenannt in Galizisches Ulanenregiment „von Böhm-Ermolli“ Nr. 13

## Ergänzungsbezirke
- Das Regiment rekrutierte sich seit seiner Errichtung aus Galizien, und zwar zuerst aus den Bezirken sämtlicher sich aus diesem Kronlande ergänzenden Regimenter
- Von 1867 bis 1873 erfolgte die Ergänzung aus den Bezirken der Infanterieregimenter Nr. 40 und 45 (Rzeszów, Sanok)
- 1873–75 aus dem Bezirk des Regimentes Nr. 40 allein
- 1876–83 aus den Bezirken der Infanterieregimenter Nr. 10 und 30 (Stryj, Lemberg)
- 1883–89 aus dem Ergänzungsbezirk des Regimentes Nr. 80 (Zloczów).
- Danach wurde das Regiment dem Bereich des XI. Korps (Militär-Territorial-Bezirk Lemberg) zugewiesen.

## Friedensgarnisonen
- 1860 Stockerau
- 1862 Enns
- 1864 Klagenfurt, dann Udine
- 1865–66 Verona
- 1866 Tarnopol
- 1869 Gródek
- 1874 Lancut
- 1879 Prossnitz
- 1883 Göding
- 1886 Lemberg
- 1888 Zloczów
- 1914 Stab:, II. Div: Zloczów – I. Div: Zborów

## Regimentsinhaber
- 1860–61 unbesetzt

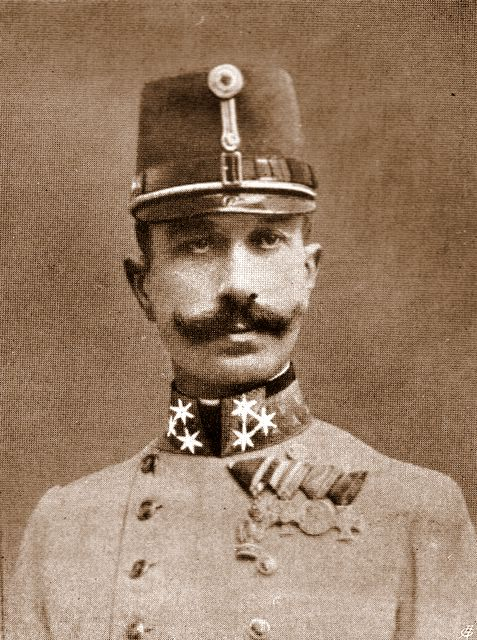
Letzter Oberstinhaber Ulanen Rgt 13
Gen. von Böhm-Ermolli

- 1861 Graf Ludwig Trani, Prinz beider Sizilien
- 1886–98 General der Kavallerie Hermann Reichsgraf von Nostitz-Rieneck
- 1896–98 unbesetzt
- 1898 Feldmarschalleutnant Alois Graf von Paar (1840–1909)
- 1912 General der Kavallerie Eduard von Böhm-Ermolli

## Regiments-Kommandanten
- 1860 Oberst Ludwig von Pulz
- 1866 Oberst Maximilian Ritter von Rodakowski
- 1871 Oberst Franz Suchdolsky de Suchdol
- 1874 Oberst Sigmund Ritter Gniewosz von Olexów
- 1879 Oberst Franz Benesch
- 1892 Oberst Nicolaus Cseke de Szent György
- 1883 Oberst Carl von Gilsa
- 1885 Oberst Egmont Graf zur Lippe-Weissenfels
- 1890 Oberst Ferdinand Ochl
- 1892 Oberst Franz Neuhaus
- 1898 Oberst Friedrich Janowski
- 1894 Oberst Oscar Ritter Kiwisch von Rotterau
- 1900 Oberst Richard Clausnitz
- 1903–1908 Oberst Georg Edler von Lehmann
- 1909–1912 Oberst Stanislaus Ritter von Ursyn-Pruszynski
- 1913/1914 Oberstleutnant Lelio Graf Spannocchi

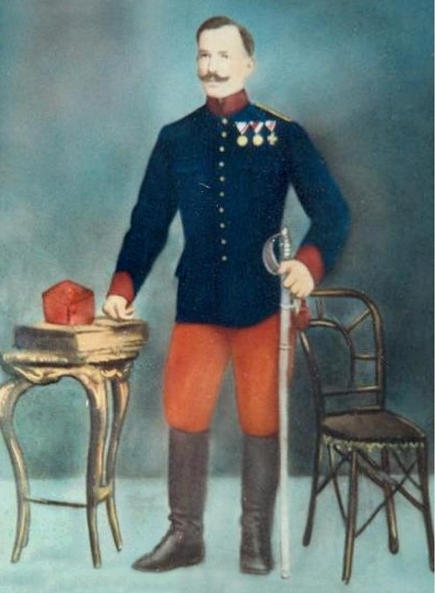
Ulan des Regiments (Kolorierte Zeichnung eines unbekannten Künstlers)

## Ausbildung
Im Feldzug 1859 hatte die Kavallerie in Italien nicht jene Leistung erbracht, die man von ihr erwartet hatte. Lediglich das Husarenregiment Nr. 10 bildete eine Ausnahme. Dessen Kommandant Oberst Baron Edelsheim hatte die Schwierigkeiten richtig erfasst und sein Regiment vor Beginn der Operationen entsprechend ausgebildet.
Daraufhin wurde der Oberst mit der Umarbeitung des bis dahin gültigen Abrichtungs- und Exercierreglements beauftragt. Das neue Reglement trat 1862 in Kraft. Zur Erprobung wurde das Ulanen-Regiment Nr. 13 in Stockerau und die freiwilligen Husaren-Regimenter Nr. 1 in Wels und 2 in Groß-Enzersdorf zugeteilt. Edelsheim beschäftigte sich vorerst mit den Offizieren, in einer weiteren Winterschule wurden dann alle Lieutenants und Kadetten von Oberlieutenant Köpping geschult.
Die Ausbildung war speziell auf die Verhältnisse in Italien zugeschnitten.
Trainiert wurde die vollkommene Beherrschung des Pferdes, das Reiten im Rudel auch im schwierigen Terrain, Sprünge über Hindernisse – auch Abteilungsweise – und Schwimmübungen.

## Adjustierung
- 1860: krapprote Tatarka, lichtblaue Ulanka und Stiefelhosen, krapprote Egalisierung, gelbe Knöpfe
- 1868: aschgraue (1872 dunkelblaue) Tatarka, lichtblaue Ulanka, krapprote Egalisierung und Stiefelhose, gelbe Knöpfe
- 1876: dunkelblaue Czapka, lichtblaue Ulanka, krapprote Egalisierung und Stiefelhosen, gelbe Knöpfe

## Verbandszugehörigkeit und Status 1914
- XI. Armeekorps – 8. Kavallerie Truppendivision – 15. Kavalleriebrigade
- Nationalitäten: 55 % Ruthenen – 42 % Polen – 3 % Verschiedene
- Regimentssprache: Ruthenisch und Polnisch

## Gliederung
Ein Regiment bestand in der Österreichisch-Ungarischen Kavallerie in der Regel ursprünglich aus drei bis vier (in der Ausnahme auch mehr) Divisionen. (Mit Division wurde hier ein Verband in Bataillonsstärke bezeichnet. Die richtige Division wurde Infanterie- oder Kavallerie-Truppendivision genannt.) Jede Division hatte drei Eskadronen. Die Anzahl der Reiter in den einzelnen Teileinheiten schwankte, lag jedoch normalerweise bei etwa 160 Reitern je Eskadron.
Die einzelnen Divisionen wurden nach ihren formalen Führern benannt:
- die 1. Division war die Oberst-Division
- die 2. Division war die Oberstlieutenant (Oberstleutnant)-Division
- die 3. Division war die Majors-Division
- die 4. Division war die 2. Majors-Division

Im Zuge der Heeresreform wurden die Kavallerie-Regimenter ab 1860 auf zwei Divisionen reduziert.

## Gefechtskalender

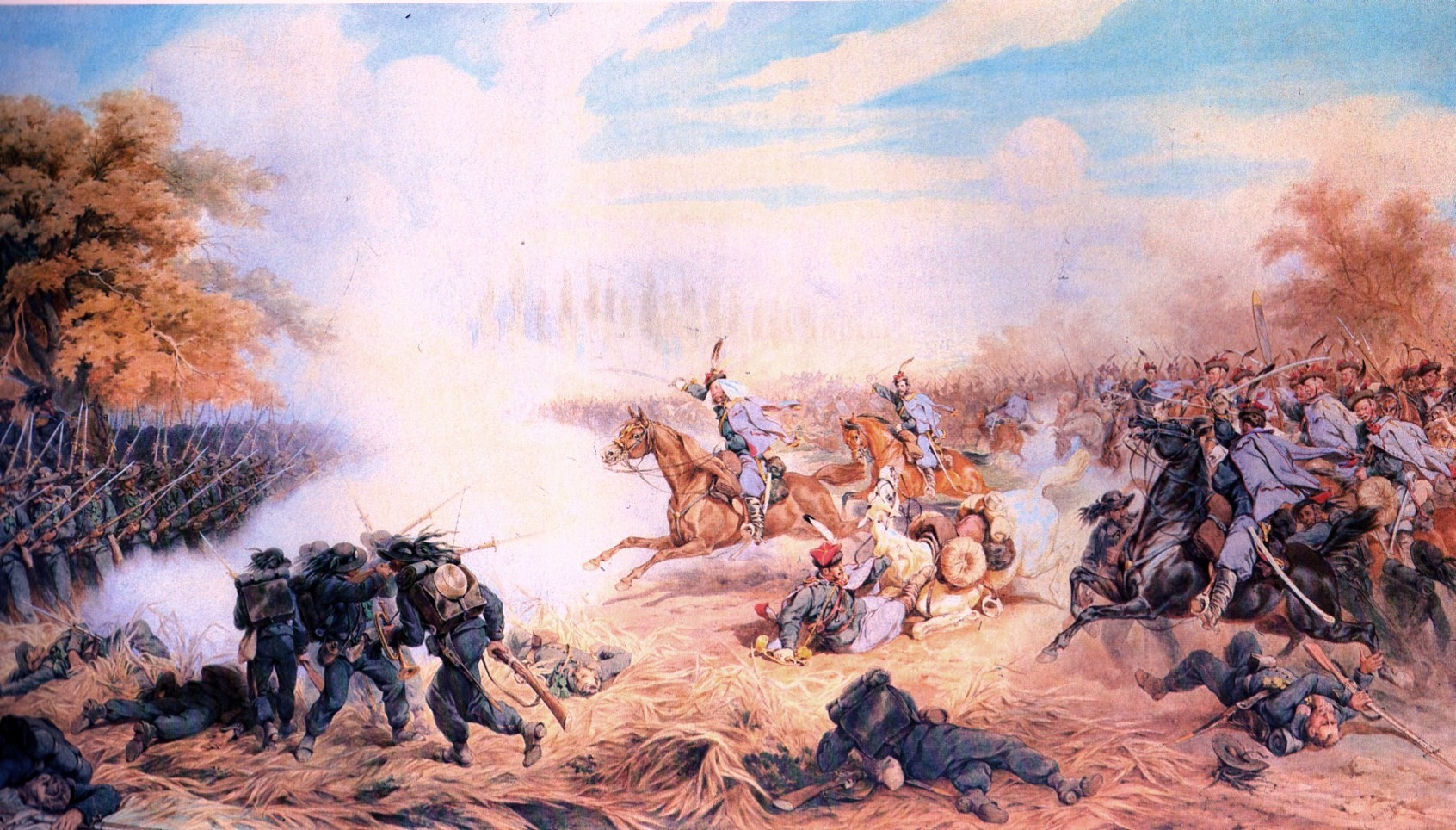
Die Nr. 13 wird von Oberst Maximilian Ritter von Rodakowski bei der Schlacht von Custozza 1866 angeführt

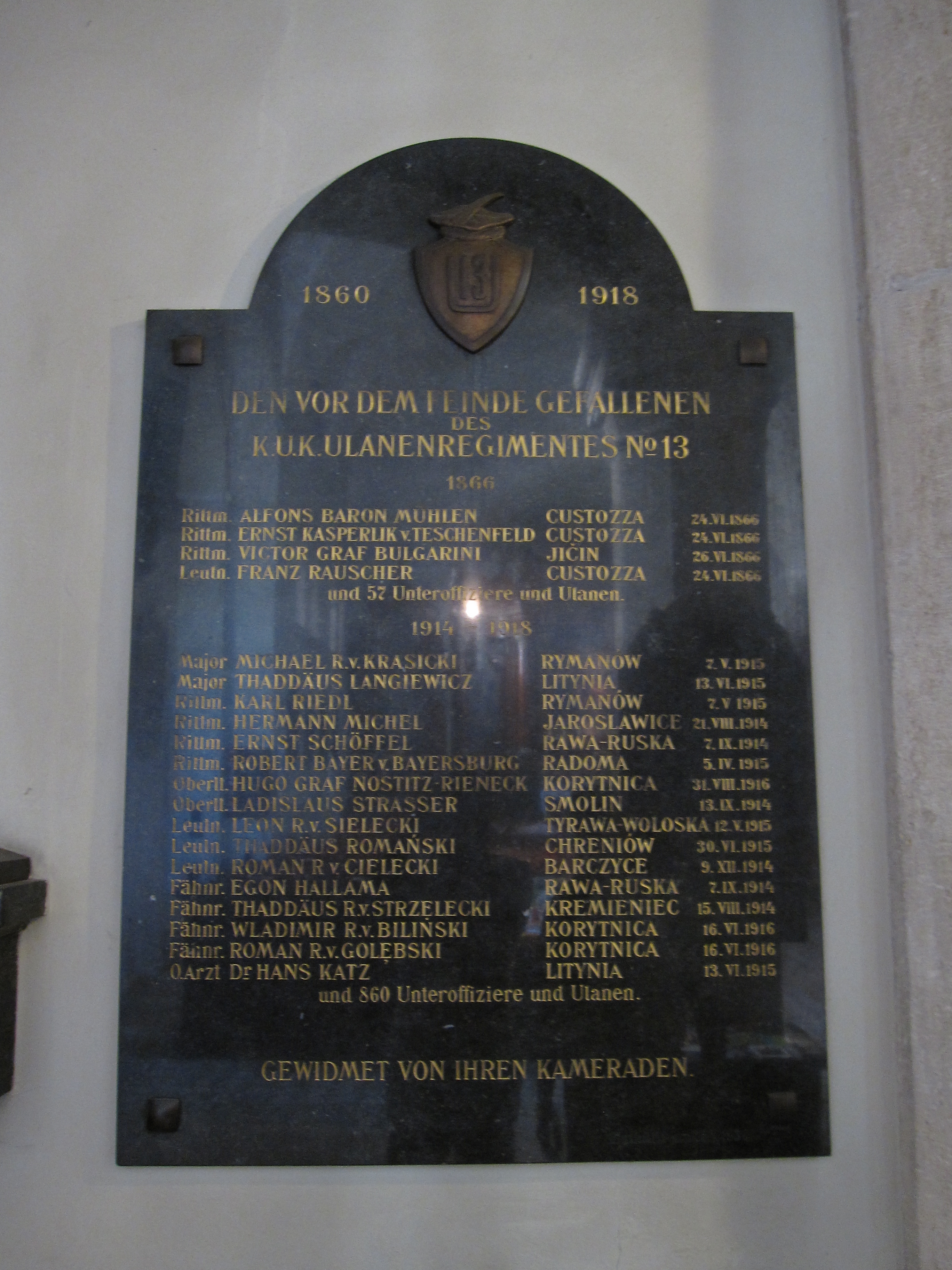
Gedenktafel für das k.u.k. Uhlanenregiment Nr. 13 in der Wiener Kapuzinerkirche

→Dritter Italienischer Unabhängigkeitskrieg
- 1866 Kurz vor Kriegsausbruch befand sich das Regiment in und um Verona. Im April wurde Oberst Pulz zum Kommandanten der neu formierten Reserve-Kavalleriebrigade ernannt und Oberstlieutenant Rodakowski übernahm das Regimentskommando.

Ende Mai wurde die 4. Eskadron als Depot-Eskadron ausgeschieden und marschierte nach Klagenfurt. Bereits zum 1. Mai wurde die 5. Eskadron zum Truppenkommando nach Trient in Tirol entsandt. Die restlichen Eskadronen wurden zur Bewachung entlang des Mincio verwendet. Nachdem die Italiener den Mincio überschritten hatten, wurden die Eskadronen nach Verona zurückgezogen, um am 24. Juni im Korps Pulz auf Villafranca vorzurücken.
In der Schlacht bei Custozza zeichnete sich das Regiment unter Oberst Maximilian von Rodakowski durch mehrere mit besonderer Bravour durchgeführte Attacken gegen feindliche Infanterie-Karrees und Reiterei aus, erlitt aber hierbei empfindliche Verluste.
Auch die in Tirol stehende Eskadron kämpfte mehrfach erfolgreich in der Nähe von Riva.
Oberst Pulz erhielt den Militär-Maria-Theresia-Orden, Oberst Rodakowski den Leopoldsorden, eine weitere Anzahl von Offizieren und Mannschaften wurde ebenfalls mit verschiedenen Orden ausgezeichnet.
 Erster Weltkrieg
Im Ersten Weltkrieg kämpften die Ulanen zunächst kavalleristisch im geschlossenen Regimentsverband im Osten und Südosten. Insbesondere zeichnete sich das Regiment in der Reiterschlacht bei Jaroslawice am 21. August 1914 aus. Wie alle Kavallerie-Regimenter wurde auch dieses letztendlich infanteristisch verwendet.

## Verbleib
Bei Kriegsende sollte der Verband zunächst nach Belgrad zurückgeführt werden. Da die Ulanen jedoch direkt nach Hause wollten, meuterte das Regiment und löste sich auf.
Nach dem Krieg wurde in der Wiener Kapuzinerkirche eine Gedenktafel für die zwischen 1860 und 1918 Gefallenen des Regiments errichtet.